# Auvilliers
Pour l’article homonyme, voir Auvilliers-en-Gâtinais.
Auvilliers est une commune française située dans le département de la Seine-Maritime en région Normandie.

## Géographie

### Description
Commune de l'Entre-Bray-et-Picardie, Auvilliers est située dans le canton de Neufchâtel-en-Bray.

### Communes limitrophes
| Sainte-Beuve-en-Rivière |            | Le Caule-Sainte-Beuve |
|                         | Auvilliers |                       |
| Mortemer                |            | Flamets-Frétils       |

### Hydrographie
La commune est située dans le bassin Seine-Normandie. Elle n'est drainée par aucun cours d'eau.

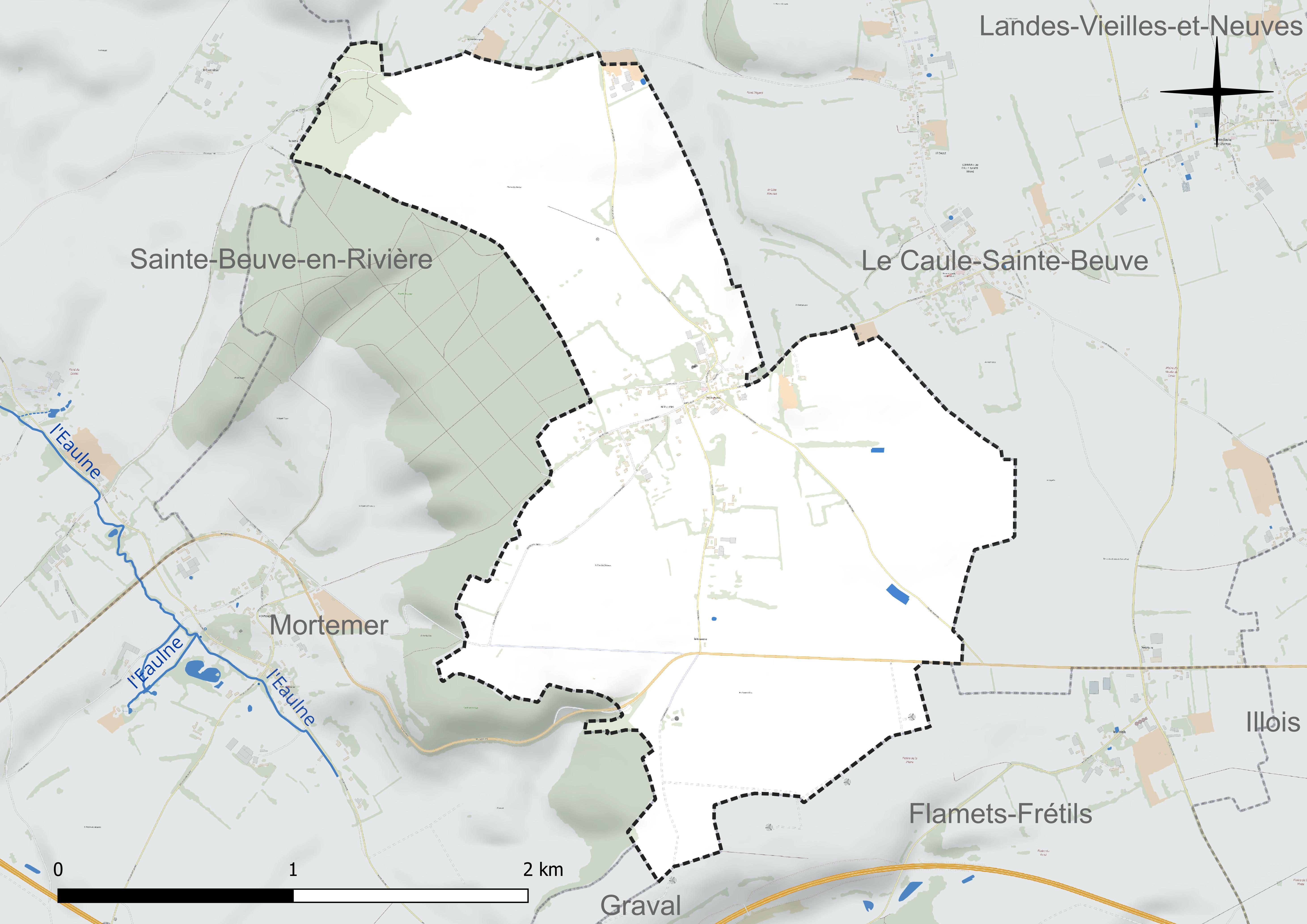
Réseau hydrographique d'Auvilliers.

### Climat
Pour des articles plus généraux, voir Climat de la Normandie et Climat de la Seine-Maritime.
En 2010, le climat de la commune est de type climat océanique dégradé des plaines du Centre et du Nord, selon une étude du CNRS s'appuyant sur une série de données couvrant la période 1971-2000. En 2020, Météo-France publie une typologie des climats de la France métropolitaine dans laquelle la commune est exposée à un climat océanique et est dans la région climatique Côtes de la Manche orientale, caractérisée par un faible ensoleillement (1 550 h/an) ; forte humidité de l’air (plus de 20 h/jour avec humidité relative > 80 % en hiver), vents forts fréquents. Parallèlement le GIEC normand, un groupe régional d’experts sur le climat, différencie quant à lui, dans une étude de 2020, trois grands types de climats pour la région Normandie, nuancés à une échelle plus fine par les facteurs géographiques locaux. La commune est, selon ce zonage, exposée à un « climat contrasté des collines », correspondant au Pays de Bray, bien arrosé et frais.
Pour la période 1971-2000, la température annuelle moyenne est de 9,8 °C, avec une amplitude thermique annuelle de 14,7 °C. Le cumul annuel moyen de précipitations est de 924 mm, avec 14 jours de précipitations en janvier et 9 jours en juillet. Pour la période 1991-2020, la température moyenne annuelle observée sur la station météorologique la plus proche, située sur la commune de Bouelles à 8 km à vol d'oiseau, est de 10,7 °C et le cumul annuel moyen de précipitations est de 838,4 mm,. Pour l'avenir, les paramètres climatiques de la commune estimés pour 2050 selon différents scénarios d’émission de gaz à effet de serre sont consultables sur un site dédié publié par Météo-France en novembre 2022.

## Urbanisme

### Typologie
Au 1er janvier 2024, Auvilliers est catégorisée commune rurale à habitat dispersé, selon la nouvelle grille communale de densité à sept niveaux définie par l'Insee en 2022.
Elle est située hors unité urbaine et hors attraction des villes,.

### Occupation des sols
L'occupation des sols de la commune, telle qu'elle ressort de la base de données européenne d’occupation biophysique des sols Corine Land Cover (CLC), est marquée par l'importance des territoires agricoles (95,6 % en 2018), une proportion identique à celle de 1990 (95,6 %). La répartition détaillée en 2018 est la suivante : 
terres arables (66,5 %), prairies (20,5 %), zones agricoles hétérogènes (8,6 %), forêts (4,4 %). L'évolution de l’occupation des sols de la commune et de ses infrastructures peut être observée sur les différentes représentations cartographiques du territoire : la carte de Cassini (XVIIIe siècle), la carte d'état-major (1820-1866) et les cartes ou photos aériennes de l'IGN pour la période actuelle (1950 à aujourd'hui).

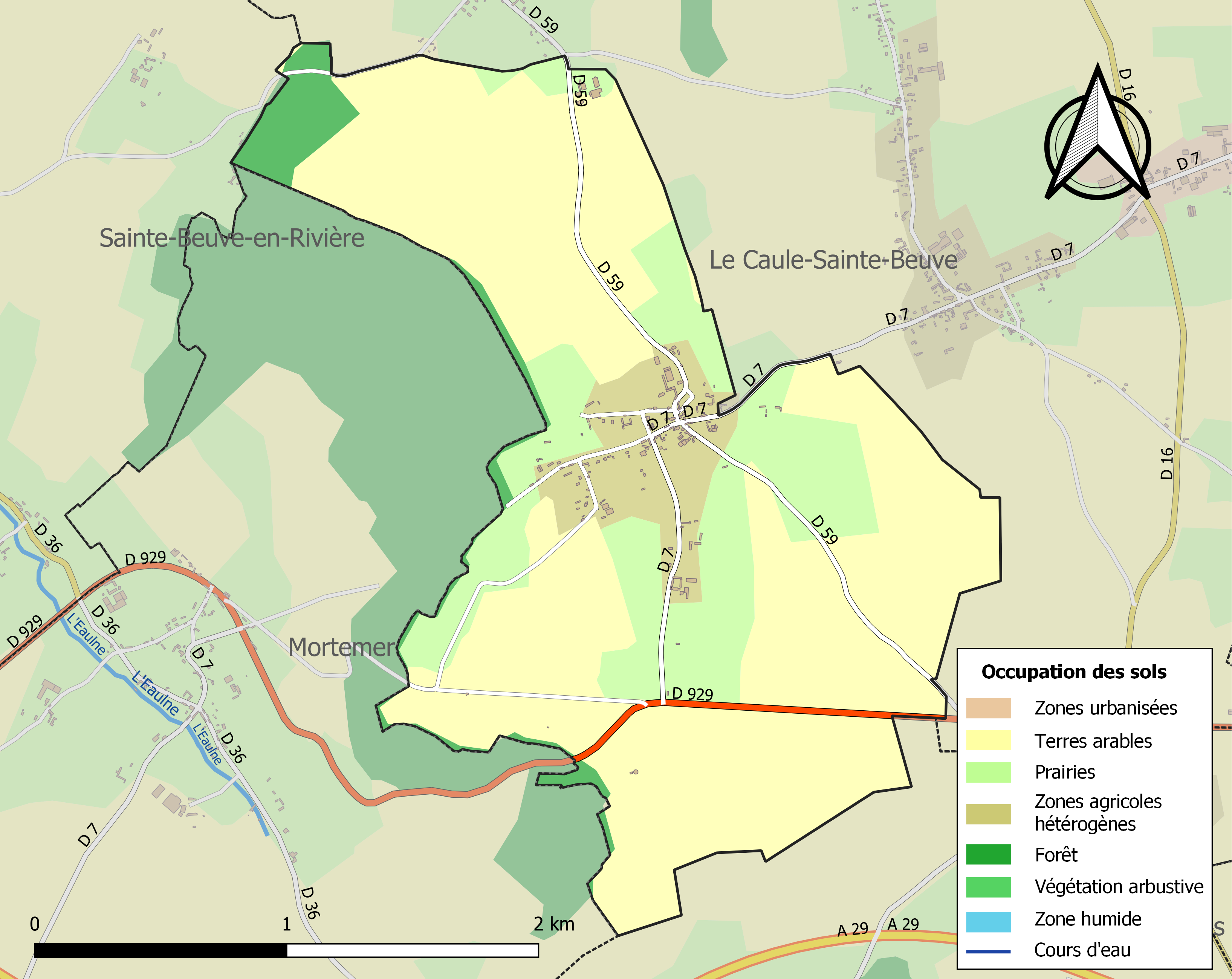
Carte des infrastructures et de l'occupation des sols de la commune en 2018 (CLC).

### Habitat et logement
En 	2018	, le nombre total de logements dans la commune était de 		55		, alors qu'il était de 		58		 en 	2013	 et de 		58		 en 	2008	.																						
Parmi ces logements, 	64,8	 % étaient des résidences principales, 	24,1	 % des résidences secondaires et 	11,1	 % des logements vacants. Ces logements étaient pour 	100	 % d'entre eux des maisons individuelles et pour 	0	 % des appartements.																						
Le tableau ci-dessous présente la typologie des logements	 à 	Auvilliers	 en 	2018	 en comparaison avec celle 	de la 	Seine-Maritime	 et de la France entière. Une caractéristique marquante du parc de logements est ainsi				 une proportion de résidences secondaires et logements occasionnels (24,1 %) supérieure à celle du département (3,9 %) et à celle de la France entière (9,7 %). 						Concernant le statut d'occupation de ces logements, 	86,1	 % des habitants de la commune sont propriétaires de leur logement (	84,6	 % en 	2013	), contre 	53	 % pour 	la 	Seine-Maritime	 et 	57,5	 pour la France entière	.
| Typologie                                               | Auvilliers | Seine-Maritime | France entière |
| ------------------------------------------------------- | ---------- | -------------- | -------------- |
| Résidences principales (en %)                           | 64,8       | 88             | 82,1           |
| Résidences secondaires et logements occasionnels (en %) | 24,1       | 3,9            | 9,7            |
| Logements vacants (en %)                                | 11,1       | 8,1            | 8,2            |

## Toponymie
Le nom de la localité est attesté sous les formes Auvillers en 1793, Auvilliers en 1801.
Auvilliers : anciennement nommé Auvillers (voir carte de Cassini réalisée entre 1750 et 1790).

## Histoire
Époque antique : présence romaine attestée par la découverte de briques et poteries romaines au XIXe siècle à Auvilliers et de tuiles à rebords sur la Côte dite du Mont à Caillot qui descend d'Auvilliers à Mortemer.
Moyen Âge central, XIe siècle, XIIIe siècle : présence d'une motte castrale362; attestée au XIXe siècle.
Époque incertaine : présence d'une léproserie citée dans certains ouvrages historiques.

## Politique et administration
| Période                                  | Période                       | Identité                    | Étiquette | Qualité                     |
| ---------------------------------------- | ----------------------------- | --------------------------- | --------- | --------------------------- |
| 1793                                     | 1794                          | Louis Chivé                 |           |                             |
| 1800                                     | 1808                          | Louis Levasseur             |           |                             |
| 1808                                     | 1825                          | Jean Antoine Chevalier      |           |                             |
| 1826                                     | 1848                          | Anatole Martin-d'Auvilliers |           |                             |
| 1848                                     | 1871                          | Antoine Chevalier           |           |                             |
| 1871                                     | 1885                          | François Revelle            |           |                             |
| 1885                                     | mai 1892                      | Athanase Gressent           |           |                             |
| mai 1892                                 | 1895                          | François Villier            |           |                             |
| 1895                                     | janvier 1915                  | Gabriel Chevalier           |           |                             |
| Les données manquantes sont à compléter. |                               |                             |           |                             |
| décembre 1919                            | 1939                          | Alexandre Planchon          |           |                             |
| 1939                                     | mai 1945                      | Léopold Gaudiere            |           |                             |
| mai 1945                                 | octobre 1947                  | Marcelle Champallou         |           |                             |
| octobre 1947                             | mai 1948                      | Gaston Godebout             |           |                             |
| mai 1948                                 | mai 1953                      | Henri Valet                 |           |                             |
| 1954                                     | mars 1959                     | André Champallou            |           | Fils de Marcelle Champallou |
| mars 1959                                | mars 1971                     | Norbert Fromentin           |           |                             |
| mars 1971                                | mars 1983                     | Georges Planchon            |           |                             |
| mars 1983                                | mars 1989                     | Marie-Louise Van Damme      |           |                             |
| mars 1989                                | juin 1995                     | Michel Debergue             |           |                             |
| juin 1995                                | juillet 2020                  | Jean-Marie Destoop          |           |                             |
| juillet 2020                             | En cours (au 23 juillet 2020) | Éric Van Damme              |           |                             |

## Démographie
L'évolution du nombre d'habitants est connue à travers les recensements de la population effectués dans la commune depuis 1793. Pour les communes de moins de 10 000 habitants, une enquête de recensement portant sur toute la population est réalisée tous les cinq ans, les populations de référence des années intermédiaires étant quant à elles estimées par interpolation ou extrapolation. Pour la commune, le premier recensement exhaustif entrant dans le cadre du nouveau dispositif a été réalisé en 2006.

En 2022, la commune comptait 103 habitants, en stagnation par rapport à 2016 (Seine-Maritime : +0,35 %, France hors Mayotte : +2,11 %).
| 1793 | 1800 | 1806 | 1821 | 1831 | 1836 | 1841 | 1846 | 1851 |
| ---- | ---- | ---- | ---- | ---- | ---- | ---- | ---- | ---- |
| 215  | 202  | 213  | 209  | 237  | 223  | 222  | 222  | 216  |

| 1856 | 1861 | 1866 | 1872 | 1876 | 1881 | 1886 | 1891 | 1896 |
| ---- | ---- | ---- | ---- | ---- | ---- | ---- | ---- | ---- |
| 212  | 201  | 197  | 188  | 189  | 166  | 187  | 172  | 142  |

| 1901 | 1906 | 1911 | 1921 | 1926 | 1931 | 1936 | 1946 | 1954 |
| ---- | ---- | ---- | ---- | ---- | ---- | ---- | ---- | ---- |
| 134  | 148  | 154  | 151  | 143  | 140  | 144  | 192  | 156  |

| 1962 | 1968 | 1975 | 1982 | 1990 | 1999 | 2006 | 2011 | 2016 |
| ---- | ---- | ---- | ---- | ---- | ---- | ---- | ---- | ---- |
| 143  | 128  | 124  | 118  | 105  | 107  | 91   | 121  | 103  |

| 2021 | 2022 | - | - | - | - | - | - | - |
| ---- | ---- | - | - | - | - | - | - | - |
| 103  | 103  | - | - | - | - | - | - | - |

## Culture locale et patrimoine

### Lieux et monuments
- Château d'Auvilliers (propriété privée) : le portail d'entrée date du XVIe siècle est inscrit au titre des monuments historiques depuis 1933[20]. Le château, du XVIIe siècle a été restauré et remanié au début du XXe siècle avec notamment la suppression de deux tours d'angle hexagonales.
- Église paroissiale Saint-Jean-Baptiste : église close de haies vives, située près du porche d'entrée du château. L'église mentionnée dès 1119 relevait du prieuré de Mortemer-sur-Eaulne[21]. Ses volumes actuels datent du XVIIIe siècle. À l'intérieur, vestiges de peinture, croix d'adoration, faux appareillage et litre funéraire du XIIIe siècle, lutrin à décor d'aigle du XVIIIe siècle et stalles de la même époque. Important mobilier néo-gothique : maître-autel et retable. Après avoir été endommagée au cours de la Révolution, elle fait l'objet d'une restauration sous le Second Empire. Certains éléments du clocher datent du XIIe siècle. Époque attestée par la présence de fresques mises au jour lors de la restauration du bâtiment au début du XXIe siècle. À cette occasion, la nef a retrouvé sa couverture originelle en tuile plate de pays, le clocher conservant une couverture en ardoise d'Anjou.
- Presbytère en brique datant la fin XVIIIe siècle, pièce d'ancrage en fer forgé figurant 70 sur la cheminée nord. Il présente une haute toiture à la française couverte d'ardoise.
- Four à pain en brique et silex, dans l'enclos du presbytère.

### Personnalités liées à la commune
Extrait de l'histoire de la famille de Mailly qui s'illustra lors des croisades et donna naissance en 1320 à la branche des Mailly d'Auvilliers
Gilles Ier, seigneur de Mailly, d'Auteville, de Nedon, d'Auvillers, d'Acheu, de Vavans, de Colincamp, de Ploich, d'Andinser et de Meiseroles, se distingua lors de la septième croisade (1245-1248) où il se rendit accompagné de neuf chevaliers faisant partie de ses vassaux. Il épousa Avicie de Heilly, fille de Vautier de Heilly.
En 1270, Gilles II, fils de Gilles Ier, avec quinze chevaliers faisant partie de ses vassaux, accompagna saint Louis à Tunis lors de la huitième croisade.
Gilles II épousa Jeanne d'Amiens, dont il eut pour enfants aîné Jean Ier.
Jean Ier dit Maillet (1266-1350) : à partir de 1345, la branche aînée Mailly prit le nom de « Mailly dit Maillet ». Il épousa Jeanne de Coucy et de Moreuil Soissons (1266-1350), fille d'Enguerrand III dont il eut pour enfants Gilles III, Jean II, seigneur d'Auvillers, et Colart.
Jean II de Mailly, né en [1306 à Mailly-Maillet (Somme), escuyer et seigneur d'Auvillers, époux de Jeanne de Wavrin (1320-1345), père de Jehanne de Mailly (1310-1375).
C'est Jean II qui fit la branche des « Mailly d'Auvillers », séparée de la branche aînée en 1320 et éteinte en 1629.